# مقاطعة غلبايغان
مقاطعة غلبايغان (بالفارسية: شهرستان گلپایگان) هي مقاطعة تقع في أصفهان في إيران. يقدر عدد سكانها بـ 82,601 نسمة .